# Beffroi de Lucheux
Le Beffroi de Lucheux est un beffroi, en même temps qu'une porte fortifiée, situé à Lucheux, au nord du département de la Somme. Il est inscrit au patrimoine mondial de l'UNESCO au titre de Beffrois de Belgique et de France depuis 2005.

## Caractéristiques
Le Beffroi de Lucheux fut construit sur une ancienne porte du bourg. Cette particularité en fait aujourd'hui le seul beffroi-porche du nord de l'Europe. La rue principale du village passe toujours sous la voûte de cette porte.
Le beffroi de Lucheux a une hauteur de 22 mètres. Il a la forme d'une grosse tour rectangulaire construite en craie. Il est percé d’un passage voûté d’ogives. La toiture du clocheton offre la particularité d'être recouverte de tuiles en bois de noisetier.
Le beffroi est doté d'une horloge dont le mécanisme est remonté tous les huit jours par un employé communal. Il a été classé monument historique en 1896. Sa cloche principale sonna à deux reprises au XXe siècle, lors des deux guerres mondiales. Elle sonna une nouvelle fois le 15 juillet 2005, pour célébrer l’inscription du beffroi sur la Liste du Patrimoine mondial de l’UNESCO.
Le beffroi avait comme fonction principale de conserver les documents et objets précieux de la commune : la charte de commune, les sceaux de la cité, les monnaies… Le beffroi conserva les archives de la seigneurie de Lucheux jusque 1993.

## Histoire
En 1430, Jeanne d'Arc aurait été enfermée une nuit dans le beffroi avant de prendre la route de Rouen pour y être jugée. Ce serait également dans ce beffroi que Louis XI aurait signé l’Édit des Postes le 19 juin 1464.